# 23.º governo da Monarquia Constitucional
O 23.º governo da Monarquia Constitucional, também conhecido como a primeira parte do 3.º governo da Regeneração, nomeado a 16 de março de 1859 e exonerado a 1 de maio de 1860, foi presidido inicialmente pelo duque da Terceira, até à sua morte a 26 de abril de 1860. Entre 26 de abril e 1 de maio, não houve presidente do Conselho de Ministros, sendo este coletivamente liderado pela totalidade do Conselho de Ministros (composto na altura por Fontes Pereira de Melo, Martens Ferrão, Casal Ribeiro e António Serpa).
A sua constituição era a seguinte:
| Cargo                                                                                 | Detentor | Detentor                                                       | Período                                   |
| ------------------------------------------------------------------------------------- | -------- | -------------------------------------------------------------- | ----------------------------------------- |
| Presidente do Conselho de Ministros                                                   |          | Duque da Terceira (1792–1860)                                  | 16 de março de 1859 a 26 de abril de 1860 |
| Presidente do Conselho de Ministros                                                   |          | Totalidade do Conselho de Ministros                            | 26 de abril de 1860 a 1 de maio de 1860   |
| Ministro e Secretário de Estado dos Negócios do Reino                                 |          | António Maria de Fontes Pereira de Melo (1819–1887)            | 16 de março de 1859 a 1 de maio de 1860   |
| Ministro e Secretário de Estado dos Negócios Eclesiásticos e de Justiça               |          | João Martens Ferrão (1824–1895)                                | 16 de março de 1859 a 1 de maio de 1860   |
| Ministro e Secretário de Estado dos Negócios da Fazenda                               |          | José Maria do Casal Ribeiro (1825–1896)                        | 16 de março de 1859 a 1 de maio de 1860   |
| Ministro e Secretário de Estado dos Negócios da Guerra                                |          | Duque da Terceira (interino) (1792–1860)                       | 16 de março de 1859 a 26 de abril de 1860 |
| Ministro e Secretário de Estado dos Negócios da Guerra                                |          | António Serpa (interino) (1825–1900)                           | 24 de abril de 1860 a 1 de maio de 1860   |
| Ministro e Secretário de Estado dos Negócios da Marinha e Ultramar                    |          | Adriano Ferreri (1798–1860)                                    | 16 de março de 1859 a 12 de março de 1860 |
| Ministro e Secretário de Estado dos Negócios da Marinha e Ultramar                    |          | António Maria de Fontes Pereira de Melo (interino) (1819–1887) | 12 de março de 1860 a 1 de maio de 1860   |
| Ministro e Secretário de Estado dos Negócios Estrangeiros                             |          | Duque da Terceira (1792–1860)                                  | 16 de março de 1859 a 26 de abril de 1860 |
| Ministro e Secretário de Estado dos Negócios Estrangeiros                             |          | José Maria do Casal Ribeiro (interino) (1825–1896)             | 24 de abril de 1860 a 1 de maio de 1860   |
| Ministro e Secretário de Estado dos Negócios das Obras Públicas, Comércio e Indústria |          | António Serpa (1825–1900)                                      | 16 de março de 1859 a 1 de maio de 1860   |